# Родригес Кано, Диего
Дие́го Себастья́н Родри́гес Ка́но (исп. Diego Sebastián Rodríguez Cano; 28 мая 1988, Монтевидео — 11 сентября 2010, Монтевидео) — уругвайский футболист, защитник и полузащитник. Сын футболиста Хуана Хасинто Родригеса, который по окончании карьеры игрока работал помощником Хуана Версери в молодёжной сборной Уругвая. 9 сентября 2010 года Диего Родригес получил тяжелейшие травмы в результате автомобильной аварии на улицах Монтевидео. Усилия врачей не увенчались успехом и Диего скончался в госпитале 11 сентября.

## Биография
Диего Родригес Кано — воспитанник молодёжной академии «Насьоналя». В 2008 году его привлекли к тренировкам с основной командой. 7 февраля 2009 года дебютировал за основу «Насьоналя» в игре против «Сентраль Эспаньола» (2:1). В итоге «Насьональ» стал чемпионом Уругвая сезона 2008/09.
В сезоне 2009/10 Родригес Кано выступал за команду, против которой дебютировал в профессиональном футболе — «Сентраль Эспаньол». Этот сезон выдался для игрока просто великолепным — действуя на позициях защитника и полузащитника в 27 играх чемпионата Диего отметился восемью забитыми голами в ворота соперников, а также несколькими голевыми передачами.
В июле 2010 года Диего Родригес вернулся из аренды в «Насьональ», где с началом сезона прочно занял место в основе команды.

### Гибель и память
Утром 9 сентября 2010 года Диего попал в серьёзную автомобильную аварию на одном из проспектов Монтевидео — автомобиль несколько раз перевернулся и врезался в щит. Диего был доставлен в больницу Ла-Эспаньола, где был прооперирован в 17:30 по местному времени. Утром 11 сентября футболист скончался.
Из-за трагедии были перенесены матчи 4 тура чемпионата Уругвая (Апертура 2010/11). Нападающий сборной Уругвая Диего Форлан, который узнал об этой новости перед началом игры чемпионата Испании против «Атлетика» и написал соболезнование родным и близким Родригеса, а также клубу «Насьональ». Забитый в этой игре гол Форлан посвятил памяти Диего Родригеса Кано.
Другой нападающий сборной Уругвая Луис Суарес отметился в субботнем матче чемпионата Нидерландов дублем в ворота Виллема II и оба гола посвятил Диего Родригесу.
В январе 2011 года игроки «Насьоналя» встретились с матерью Диего, Адрианой Кано, и пообещали ей выиграть Кубок Бимбо, международный турнир с участием двух грандов уругвайского футбола. В начале февраля женская команда «Насьоналя» в торжественной обстановке на стадионе Гран Парк Сентраль получила из рук Хуана Хасинто Родригеса Кубок за победу в чемпионате Уругвая, названный в честь Диего Родригеса Кано. 28 мая 2011 года, в день, когда Диего исполнилось бы 23 года, «Насьональ» разгромил «Дефенсор Спортинг» со счётом 3:0 и стал победителем Клаусуры чемпионата Уругвая.
12 июня игроки «Насьоналя» вышли на финальный матч чемпионата Уругвая с футболками, на которых был помещён портрет Диего. После победы над «Дефенсором» со счётом 1:0 «Насьональ» стал чемпионом Уругвая сезона 2010/11. Это сделало Диего Родригеса Кано (посмертно) двукратным чемпионом Уругвая.

## Достижения
- Чемпион Уругвая (2): 2008/09, 2010/11